# Mikroregion Bragantina

Mikroregion Bragantina

Mikroregion Bragantina – mikroregion w brazylijskim stanie Pará należący do mezoregionu Nordeste Paraense. Ma powierzchnię 8.703,3 km²

## Gminy
- Augusto Corrêa
- Bonito
- Bragança
- Capanema
- Igarapé-Açu
- Nova Timboteua
- Peixe-Boi
- Primavera
- Quatipuru
- Santa Maria do Pará
- Santarém Novo
- São Francisco do Pará
- Tracuateua